# Saskarom hadművelet
A „Saskarom” hadművelet (vagy „Esti Fény” hadművelet, angolul Operation Eagle Claw / Operation Evening Light) egy amerikai hadművelet volt, amely során a több haderőnemből szervezett mentőalakulatok megkíséreltek 53 amerikai túszt kiszabadítani az USA teheráni nagykövetségéről és további hármat a Külügyminisztériumból 1980. április 24-én.
A mentőakciót egy sor műszaki hiba, majd végül egy fatális balesetet követően „lefújták”. A kudarcából okulva létrehoztak több, máig ható műveletszervezési eljárást, szervezeti egységet és alakulatot, mint például a USSOCOM-ot és a Hadsereg (US Army) 160. SOAR(A) alakulatát. A V–22 Osprey fejlesztése is a hadművelet kudarcára vezethetõ vissza.
A sikertelen katonai akció után a „Hihető sport” fedőnevű hadműveletet kezdték tervezni, amire a C–130 Hercules erre a feladatra átalakított típusváltozatait kezdték tesztelni (3 db YMH–130H). Az új akció legfőbb eleme szerint a teheráni amerikai nagykövetség közelében levő labdarúgó stadionba kellett volna a 3 db Herculesnek egyesével le-, majd a túszokkal és a mentőkatonákkal együtt felszállniuk. Végül ezt a műveletet is félbehagyták 1980. november 4-én, egyrészt a három prototípus egyikének elvesztése miatt, másrészt miután nyilvánvalóvá vált, hogy Carter elnök elvesztette a választásokat.
Komoly diplomáciai tárgyalásokat követően a túszokat végül 1981. január 20-án – 444 napi fogság után – szabadon bocsátották, Jimmy Carter amerikai elnök utolsó hivatali napján (2 db C–137B Stratoliner fedélzetén szállították el őket). A „Saskarom” sikertelen kivitelezése nagyban rányomta bélyegét Carter hátralevő hivatali idejére és döntően befolyásolta az 1980-as elektori voksokat, majd végül Ronald Reagan költözhetett be az Ovális Irodába.

## Előzmény
1979. november 4-én Irán fővárosában, Teheránban egyetemisták csoportja elfoglalta az Amerikai Egyesült Államok nagykövetségét és 53 személyt túszul ejtettek, a külügyminisztériumban további hármat. Lásd még: iráni túszdráma.

## A terv

### Vezetés és irányítás
A földi erők parancsnoka Charles Beckwith ezredes volt. Ő James Vaught vezérőrnagynak (a Joint Task Force parancsnoka) jelentett, aki Egyiptomban Wadi Kena repülőterén volt. Vaught David Jones tábornoknak (vezérkari főnökök egyesített bizottságának elnöke) jelentett, aki Washingtonban volt Carter elnökkel.

### Előkészítő lépések
Az 1. különleges rendeltetésű erők Operatív Delta-különítménye (1st Special Forces Operational Detachment-Delta, a továbbiakban Delta) át Németországon, Egyiptomon Ománba a Masirah repülőtérre kellett érkeznie. Ott C–130-asokba szálltak, amik alacsonyan a lokátorokat elkerülve átrepültek az Ománi-öblön be Dél-Iránba. Leszálltak a Sivatag 1 (Desert One) nevű leszállási zónába. Sivatag 1 A Desht-e-Karir sivatagban található Teherántól 265 tengeri mérföldre (kb. 490 km) délkeletre. Eközben a USS Nimitz repülőgép-hordozóról felszállt 8 db haditengerészeti RH-53D a Tengerészgyalogsághoz tartozó legénységgel és az Ománi-öbölből alacsonyan repülve Sivatag 1-re repült és leszállt.

### Első fázis: Behatolás
Három C–130 csapatszállító és három KC–130 légi utántöltő leszállt Sivatag 1-en és bevárta a kb. 30 perc múlva érkező 8 helikoptert. Sivatag 1 közelében van egy út. Ezt egy 12 fős csoport a leszállás után rögtön ellenőrzés alá vonta. Ha valaki arra jár, elfogják de semmiképp sem hagyják elmenekülni.
A helikoptereket megtankolták, majd azok felveszik a rohamcsoportokat. Teherán felé repültek. Egy ponton kirakták a Delta-csoportot és egy helikopter-rejtekhelyre repültek 12 mérföldre (24 km) a várostól.
A Delta-csoportot 2 ügynök várta és elvezették egy 5 mérföldre (8 km) lévő kiszáradt folyómederbe. A nap többi részét mindenki pihenéssel töltötte.

### Második fázis „A”: A mentés
Sötétedés után egy ügynök és 12 tolmács/gépkocsivezető elment a 6 Mercedes teherautóért. A másik ügynök Beckwith ezredessel az útvonalat derítette fel. 20:30-kor mindenki felszállt a teherautókra és elindultak Teheránba. 23:00-24:00 között megkezdődött a túszmentés. A követségen végeztek az őrökkel és kiszabadították a túszokat. Ha sikerül eltávolítani a diákok kihelyezett akadályait akkor ott helyben szállnak le a helikopterek. Ha nem sikerül akkor egy közeli futballstadionban. A túszokat a helikopterek elvitték, majd később a támadóerőt is felveszik.

### Második fázis „B”: A külügyminisztérium
A követségi akcióval párhuzamosan 13-an megrohamozzák a külügyminisztériumot és kiszabadítják a túszokat. Egy közeli parkban helikopterbe szállnak.

### Harmadik fázis: Kivonás
A túszszabadításokkal egy időben a Rangerek elfoglalják a Manzarieh repülőteret 35 mérföldre (65 km) Teherántól. A helikopterek ide érkeznek. A Deltát és a túszokat C–141-esekkel elviszik és végül a Rangerek következnek. A helikopterek ott maradnak.

## Kivitelezés
A földi csoport az USA-ból gond nélkül érkezett meg Masirahba C–141-eseken. Onnan C–130-asokkal a Sivatag 1-re. Az első gépen Charles Beckwith ezredes és James Kyle ezredes valamint a „Kék” részleg és az Útellenőrző Csoport utazott. Ez utóbbi rögtön elindult crossmotorokon biztosítani. Megállítottak egy autóbuszt és elfogtak 45 civilt. Pár perccel később egy másik jármű közeledett déli irányból. Rálőttek egy LAW-ból. A rakéta eltalálta a tartálykocsit, ami tele volt benzinnel. Az egész lángba borult hatalmas lángcsóvát lövellve az ég felé. A sofőrnek sikerült elmenekülni. Egy személygépkocsi felvette és elhajtottak. A meglepetés és a kezdeményezés elveszett. Az első C–130-as felszállt otthagyva a katonákat. Érkezett két másik, aztán mikor a maradék négy is megjött, ezek elindultak Masirahba.
A helikopterek 19.30-kor felszálltak a USS Nimitzről 50 mérföldre Irán partjaitól. 19.45-kor a 6. helikopter műszerei egy hamarosan bekövetkező repülőhibát jeleztek. A legénység leszállt. A 8. helikopter vette fel őket. Kb. 1 óra múlva homokviharba repültek aztán egy óra múlva ismét homokviharba. A helikoptercsoport parancsnoka az első homokviharból visszarepült, mert elvesztette a tehetetlenségi navigációs berendezését (INS) és a 2. gép kíséretében leszállt. Az Egyesített alkalmi kötelék parancsnoka biztosította, Sivatag 1-en tiszta az idő, ezért a két gép folytatta útját. Az 5. gépen jelentős elektromos hiba lépett fel. Több műszere meghibásodott ezért visszatért a USS Nimitzre. A 3. gép ért először Sivatag 1-re, 50 perces késéssel. Az 1. és 2. kivételével a gépek különböző irányokból érkeztek meg. Már 90 percet késtek a tervhez képest. A 2. gép küszöbön álló hidraulikahibát jelzett. A minimális gépszám 6 volt így gyorsan döntés született, hogy az akciót lefújják. A helikoptereket elkezdték megtankolni. A 4. volt soron. A 3. felemelkedett, hogy helyet adjon a soron következőnek. Balra dőlt de visszaesett az egyik C–130-asra. Mindkettő felrobbant. Öten a C–130-ason és hárman a helikopteren meghaltak. Úgy döntöttek mindenki a C–130-asokkal tér vissza a helikopterek pedig maradnak.
| Szervezet                              | Létszám | Eredeti egység                        | Feladat                                                                          |
| -------------------------------------- | ------- | ------------------------------------- | -------------------------------------------------------------------------------- |
| Támadó főcsoport                       |         |                                       |                                                                                  |
| Vörös részleg                          | 40      | Delta Különítmény                     | Biztosítja a követség nyugati részét                                             |
| Kék részleg                            | 40      |                                       | Biztosítja a követség keleti részét                                              |
| Fehér részleg                          | 13      |                                       | Biztosítja a Roosevelt sugárutat majd fedezi az elvonulást a futballstadionhoz   |
| Külügyminisztériumot rohamozó csoport  | 13      | Különleges Rendeltetésü Erő alegysége | Irán külügyminisztériumában fogvatartott túszok kimentése                        |
| Útellenőrző csoport                    | 12      | rangerek                              | rangerek néhány Deltával                                                         |
| Gépkocsivezető csoport                 | 12      | önkéntesek                            | 6 gkv. 6 kgv. helyettes/tolmács                                                  |
| Irániak                                | 2       | –                                     | Ált. Helyszíni egység                                                            |
| Nemzetvédelmi Minisztérium emberei     | 4       | –                                     | Akció előtt Teheránba kihelyezve, szervezés támogatás                            |
| Manzariah repülőtér                    | század  | Rangerek                              | Repülőtér elfoglalása                                                            |
| Egyesített alkalmi kötelék parancsnoka | –       | –                                     | Egyiptomban tartózkodik majd az evakuálás szakaszában Manzariah repülőtérre megy |

| Légijármű           | Típus                                                                        | Darab | Feladat                                                                               |
| ------------------- | ---------------------------------------------------------------------------- | ----- | ------------------------------------------------------------------------------------- |
| MC–130E Hercules    | Különleges műveletekre használt amerikai katonai repülőgép                   | 3     | 1. és 2. embert és anyagot szállít Sivatag 1-re 3. megvárja az útellenőrző csoportot. |
| KC–130E Hercules    | Különleges műveletekre használt amerikai katonai repülőgép                   | 3     | Üzemanyagszállítás Sivatag 1-re                                                       |
| RH–53D Sea Stallion | A CH–53 víziaknaelhárító változata                                           | 8     | Emberek szállítáa a túszejtés megkezdése után.                                        |
| AC–130E Hercules    | A C–130 csöves nehézfegyverekkel felszerelt közvetlen légitámogató változata | 4     | 1 védi a követséget 1 megakadályozza az iráni gépek felszállását 2 tartalék           |
| C–141 Starlifter    | Katonai szállító repülőgép                                                   | 3     | Manzariehből elhoznak mindenkit                                                       |
| C–141 Starlifter    | Katonai szállító repülőgép                                                   | 3     | Manzariehbe viszik a Rangereket, a repülőtér elfoglalására                            |

## Következmények
Miután az irániak felfedezték az amerikai túszmentési kísérletet, a túszokat azonnal más helyre szállították és külön-külön, máshol tartottak fogságban többeket, ezzel is próbálván lehetetlenné tenni egy újabb mentőakciót.
Az amerikaiaknál mélyreható változásokat indukált a kudarc. Létrehozták a United States Special Operations Command-ot (USSOCOM máskor USSOC) a műveletek tervezésére és kivitelezésére. A 160th Special Operations Aviation Regiment-et (Airborne) (160th SOAR (A)) légi szállításra és a Special Operations Warrior Foundation-t (SOWF) a nem nyilvános műveletek közben megrokkant katonák és az elesettek családjainak támogatására.